# Araeoncus subniger
Araeoncus subniger är en spindelart som beskrevs av Holm 1962. Araeoncus subniger ingår i släktet Araeoncus och familjen täckvävarspindlar.
Artens utbredningsområde är Kenya. Inga underarter finns listade i Catalogue of Life.